# (37120) 2000 VS6
2000 VS6 (asteroide 37120) é um asteroide da cintura principal. Possui uma excentricidade de 0.10289540 e uma inclinação de 8.66441º.
Este asteroide foi descoberto no dia 1 de novembro de 2000 por LINEAR em Socorro.